# Justice Dipeba
Justice Dipeba, född 3 december 1974, är en friidrottare från Botswana. Han deltog vid olympiska sommarspelen 1996.